# Jackie et Sara
Jackie et Sara ou Chacun chez soi (Too Close For Comfort) est une sitcom américaine en 129 épisodes de 25 minutes, créée par Brian Cooke d'après la série britannique Keep It in the Family (en) et diffusée entre le 11 novembre 1980 et le 5 mai 1983 sur le réseau ABC, puis entre le 7 avril 1984 et le 7 février 1987 en syndication.
En France, la série a été diffusée sous le titre Jackie et Sara à partir du 5 février 1983 sur Antenne 2. Rediffusion sur M6 début 1987 sous le titre Chacun chez soi, puis à partir du 27 novembre 1989. Au Québec, à partir du 3 septembre 1984 sur le réseau TVA et rediffusée à partir d'août 2015 sur Prise 2 (Saison 1 seulement).

## Synopsis
Cette sitcom met en scène le quotidien de la famille Rush qui partage un duplex à San Francisco. Les filles, Jackie et Sara, vivent au rez-de-chaussée tandis que leurs parents occupent l'étage au-dessus. La cohabitation n'est pas toujours facile…

## Distribution
- Deborah Van Valkenburgh (VQ : Anne Bédard) : Jackie Rush (saisons 1 à 5)
- Lydia Cornell (en) (VQ : Marie-Andrée Corneille) : Sara Rush (saisons 1 à 5)
- Ted Knight (VQ : Jean Fontaine) : Henry Rush
- Nancy Dussault (VQ : Élizabeth Chouvalidzé) : Muriel Rush
- Joshua Goodwin (VQ : Flora Balzano) : Andrew Rush
- Ray Middleton : Huey Rush
- Jim J. Bullock (VQ : Normand Chouinard) : Monroe Ficus
- Pat Carroll : Hope Stinson
- Audrey Meadows : Iris Martin
- Jordan Suffin : Brad Turner
- Lisa Antille : Lisa Flores (saison 6)

 Source et légende : version québécoise (VQ) sur Doublage.qc.ca